# Don't Cry Daddy
Don't Cry Daddy è un brano musicale interpretato da Elvis Presley, scritto da Mac Davis (alias Scott Davis) e pubblicato come singolo (lato B Rubberneckin') nel 1969.

## Il brano

### Registrazione
La base ritmica del brano venne incisa il 15 gennaio mentre la pista vocale di Elvis venne ultimata il 21 gennaio. Qualche critico ha azzardato l'ipotesi che il soggetto della canzone possa essere un sorta di esortazione alla consolazione da parte di Elvis verso suo padre Vernon che era rimasto vedovo nel 1958. Il brano raggiunse la posizione numero 6 in classifica negli Stati Uniti e la numero 8 in Gran Bretagna.
Diverse registrazioni dal vivo della canzone furono fatte durante la seconda tornata dei concerti di Presley a Las Vegas nel febbraio 1970, in particolare nello show serale all'International Hotel del 13 agosto 1970, Elvis eseguì una versione di Don't Cry Daddy che sfocia direttamente in In the Ghetto.

### Testo
Il testo del brano racconta i sentimenti di un figlio orfano di madre nei riguardi del padre rimasto anch'esso vedovo. I personaggi sono il padre, la madre defunta, un figlio della coppia dal nome non specificato, e un bambino di nome Tommy. Il bambino chiede al padre, affranto dalla perdita della moglie, di non piangere cercando di rincuorarlo dicendogli che troveranno presto una nuova "mamma". Quindi lo esorta a giocare ancora con lui e il fratello come facevano da piccoli quando la loro madre era ancora in vita.

## Tracce singolo
1. Don't Cry Daddy (Mac Davis) - 2:50
2. Rubberneckin' (Dory Jones, Bunny Warren) - 2:11

## Duetto
Lisa Marie Presley ri-registrò questa canzone in duetto con la voce del padre nel 1997 per un concerto tributo a Presley. La registrazione non aveva scopi commerciali e quindi nessun disco fu messo in vendita.

## Cover
Ne esiste una versione in lingua spagnola incisa nel 2009 dal cantante "Marco", musicista rock and roll molto famoso in Colombia.